# 2019-es magyar birkózóbajnokság
A 2019-es magyar birkózóbajnokság a száztizenkettedik magyar bajnokság volt. A férfi kötöttfogású bajnokságot május 11-én rendezték meg Budapesten, a Simon János Kosárlabdacsarnokban, a férfi és a női szabadfogású bajnokságot pedig május 4-én Szigetszentmiklóson, a Városi Sportcsarnokban.

## Eredmények

### Férfi kötöttfogás
| Versenyszám | Arany                              | Arany | Ezüst                                   | Ezüst | Bronz                                                          | Bronz |
| ----------- | ---------------------------------- | ----- | --------------------------------------- | ----- | -------------------------------------------------------------- | ----- |
| 55 kg       | Gazdag Krisztián Pécsi EAC         |       | Kovács Bence Érdi Spartacus             |       | Kecskeméti Dávid Ceglédi VSE                                   |       |
| 60 kg       | Török Tamás Ceglédi VSE            |       | Borsos Dávid Kaposvári SI               |       | Andrási József Bp. Honvéd                                      |       |
| 63 kg       | Torba Erik Bp. Honvéd              |       | Kecskeméti Ferenc Ceglédi VSE           |       | Pohilec Ádám Bp. Honvéd                                        |       |
| 67 kg       | Krasznai Máté Pénzügyőr SE         |       | Váncza Krisztián István Ferencvárosi TC |       | Balatoni Bence Monori SE                                       |       |
| 72 kg       | Korpási Bálint BVSC-Ganz-Jászkisér |       | Fritsch Róbert Pénzügyőr SE             |       | Tóth Martin Bp. Honvéd                                         |       |
| 77 kg       | Lévai Zoltán Bp. Honvéd            |       | Szabó László Újpesti TE                 |       | Kottes Pál Sziget SC                                           |       |
| 82 kg       | Fulai Bence Niké SE                |       | Lévai Tamás Bp. Honvéd                  |       | Tollár Dániel Bp. HonvédKismóni Móric Dorogi NC                |       |
| 87 kg       | Lőrincz Viktor Bp. Honvéd          |       | Szilvássy Erik Pénzügyőr SE             |       | Papp Bertalan BVSC-Ganz-JászkisérLosonczi Dávid Erzsébeti SMTK |       |
| 97 kg       | Kiss Balázs BVSC-Ganz-Jászkisér    |       | Varga Ádám Újpesti TE                   |       | Szőke Alex Erzsébeti SMTKÉrsek Róbert Bp. Honvéd               |       |
| 130 kg      | Lám Bálint Bp. Honvéd              |       | Ligeti Dániel Haladás VSE               |       | Majoros Ármin Erzsébeti SMTKVitek Dárius Attila Bp. Honvéd     |       |

### Férfi szabadfogás
| Versenyszám | Arany                           | Arany | Ezüst                          | Ezüst | Bronz                                                   | Bronz |
| ----------- | ------------------------------- | ----- | ------------------------------ | ----- | ------------------------------------------------------- | ----- |
| 57 kg       | Farkas Rajmund Bp. Honvéd       |       | Kelemen Zsolt Orosházi BE      |       | Kovács Buda Dél-Zselic SE                               |       |
| 61 kg       | Budai-Kovács Marcell Csepeli BC |       | Egyed Balázs Kanizsai BSE      |       | Balázs Barna Norbert Erzsébeti SMTK                     |       |
| 65 kg       | Molnár József Kecskeméti TE     |       | Vilhelm Zoltán Újpesti TE      |       | Angyal József Pénzügyőr SEKiss Károly Bp. Honvéd        |       |
| 70 kg       | Lukács Norbert Bp. Honvéd       |       | Gulyás Botond Pénzügyőr SE     |       | Molnos Norbert Ceglédi VSE                              |       |
| 74 kg       | Vida Csaba Csepeli BC           |       | Antal Dániel Újpesti TE        |       | Bíró Roland Kertvárosi SENagy Péter András Csepeli BC   |       |
| 79 kg       | Lukács Botond Bp. Honvéd        |       | Szél Balázs Orosházi Spartacus |       | Mester Milán Erzsébeti SMTKHencz Joel Soltvadkerti TE   |       |
| 86 kg       | Szurovszki Patrik Bp. Honvéd    |       | Lukács-Farkas András Vasas SC  |       | Ligeti Richárd Haladás VSEUbrankovics Norbert Vasas SC  |       |
| 92 kg       | Tóth Bendegúz Erzsébeti SMTK    |       | Püspöki Patrik Bajai BC        |       | Végh Richárd Érdi SpartacusHatos Gábor Bp. Honvéd       |       |
| 97 kg       | Juhász Balázs Bp. Honvéd        |       | Szabó Mihály Bp. Honvéd        |       | Seregélyi Georg Gabriel Csepeli BCTóth Rafael Sziget SC |       |
| 125 kg      | Ligeti Dániel Haladás VSE       |       | Szmik Attila Dunaferr SE       |       | Fodor Péter Vasas SCNagy Mihály Sziget SC               |       |

### Női szabadfogás
| Versenyszám | Arany                              | Arany | Ezüst                                | Ezüst | Bronz                                 | Bronz |
| ----------- | ---------------------------------- | ----- | ------------------------------------ | ----- | ------------------------------------- | ----- |
| 50 kg       | Réczi Bianka Tatabányai SC         |       | Papp Melánia Vasas SC                |       | –                                     |       |
| 53 kg       | Dénes Mercédesz Érdi Spartacus     |       | Egyed Zsanett Kanizsai BSE           |       | Sipos Boglárka Érdi Spartacus         |       |
| 55 kg       | Szél Anna Orosházi Spartacus       |       | Beregi Linda Újpesti TE              |       | Faragó Nikolett KSE Földes            |       |
| 57 kg       | Dollák Tamara Újpesti TE           |       | Galambos Ramóna Pécsi EAC            |       | Varga Lilien Érdi Spartacus           |       |
| 59 kg       | Barka Emese Csepeli BC             |       | Bognár Erika Bp. Honvéd              |       | Fábián Anna Potisje Magyarkanizsa     |       |
| 62 kg       | Sastin Marianna Vasas SC           |       | –                                    |       | –                                     |       |
| 65 kg       | Sleisz Gabriella Erzsébeti SMTK    |       | Szabó Franciska Sziget SC            |       | Felhő Viktória Kiskunhalasi BC        |       |
| 68 kg       | Nagy Alexa Csepeli BC              |       | Fodor Csilla Tatabányai SC           |       | –                                     |       |
| 72 kg       | Elekes Tünde Emese Vasas SC        |       | Balogh-Szabó Anna Bp. Honvéd         |       | Farkas Dalma Dunaharaszti MTK         |       |
| 76 kg       | Szmolka Nikoletta Renáta Pécsi EAC |       | Bognár Ninetta Melinda Dél-Zselic SE |       | Virovecz Diána Boglárka Dél-Zselic SE |       |